# Петровићи (Источно Ново Сарајево)
Петровићи су насељено мјесто и мјесна заједница у општини Источно Ново Сарајево, град Источно Сарајево, Република Српска, БиХ. Према попису становништва из 1991. у насељу је живјело 240 становника.

## Образовање
У насељу се налази Основна школа „Свети Сава“.

## Становништво
Према попису становништва из 1991. године, мјесто је имало 240 становника.